# Консепсіон (Техас)
Консепсіон (англ. Concepcion) — переписна місцевість (CDP) в США, в окрузі Дювал штату Техас. Населення — 42 особи (2020).

## Географія
Консепсіон розташований за координатами 27°23′42″ пн. ш. 98°21′20″ зх. д. / 27.39500° пн. ш. 98.35556° зх. д. (27.395133, -98.355628).  За даними Бюро перепису населення США в 2010 році переписна місцевість мала площу 0,21 км², уся площа — суходіл.

## Демографія
Згідно з переписом 2010 року, у переписній місцевості мешкали 62 особи в 26 домогосподарствах у складі 19 родин. Густота населення становила 300 осіб/км².  Було 37 помешкань (179/км²).
Расовий склад населення:
| - 88,7 % — білих - 8,1 % — осіб інших рас |

До двох чи більше рас належало 3,2 %. Частка іспаномовних становила 100,0 % від усіх жителів.
За віковим діапазоном населення розподілялося таким чином: 24,2 % — особи молодші 18 років, 24,2 % — особи у віці 18—64 років, 51,6 % — особи у віці 65 років та старші. Медіана віку мешканця становила 65,5 року. На 100 осіб жіночої статі у переписній місцевості припадало 100,0 чоловіків;  на 100 жінок у віці від 18 років та старших — 80,8 чоловіків також старших 18 років.
Цивільне працевлаштоване населення становило 7 осіб. Основні галузі зайнятості: публічна адміністрація — 100,0 %.